# Turbonilla striatula
Turbonilla striatula is een slakkensoort uit de familie Pyramidellidae. De wetenschappelijke naam werd gepubliceerd in 1758 door Carl Linnaeus in de tiende editie van Systema naturae.